# UFC 213
UFC 213: Romero vs. Whittaker foi um evento de artes marciais mistas (MMA) produzido pelo Ultimate Fighting Championship, ocorrido no dia 8 de julho de 2017, na T-Mobile Arena, em Las Vegas, Nevada.

## Background
O evento aconteceu durante a Semana Internacional da Luta, que acontece anualmente no UFC.
Foi esperado que uma luta valendo o Cinturão Peso Galo do UFC entre o atual campeão, Cody Garbrandt, e o ex-campeão, T.J. Dillashaw, estivesse presente neste evento, possivelmente como a luta principal. No entanto, em 23 de maio, Garbrandt retirou-se do combate devido a uma lesão nas costas, e a luta foi desfeita.
A luta pelo Cinturão Peso-Galo Feminino do UFC entre a atual campeã, Amanda Nunes, e a multi-campeã mundial de muay thai, Valentina Shevchenko, seria a principal deste evento. Elas se enfrentaram anteriormente em março de 2016, no UFC 196, e Nunes venceu por decisão unânime. No entanto, a luta foi cancelada apenas algumas horas antes do início do evento, pois Nunes adoeceu.
Um combate valendo o Cinturão Peso-Médio Interino do UFC entre o medalhista olímpico de luta livre em 2000 e ex-campeão mundial de freestyle wrestling, Yoel Romero, e o vencedor do The Ultimate Fighter: The Smashes no peso-meio-médio, Robert Whittaker, seria a luta co-principal. Devido ao cancelamento da luta entre Nunes e Shevchenko, esta luta foi anunciada como a nova atração principal.
Uma luta no peso-meio-médio entre o ex-Campeão Peso-Meio-Médio do UFC, Robbie Lawler, e o ex-desafiante ao Cinturão Peso-Leve do UFC, Donald Cerrone, foi originalmente reservada para o UFC 205. No entanto, Lawler retirou-se dela, alegando precisar de um pouco mais de tempo de descanso após perder seu título por nocaute no UFC 201. A luta foi reprogramada para ocorrer neste evento. Boatos começaram a circular, em 28 de junho, que Cerrone havia sofrido uma pequena lesão, mas a luta continuaria firme, só que no UFC 214, três semanas depois. O Presidente do UFC, Dana White, confirmou mais tarde que Cerrone de fato teve uma infecção por estafilococos e uma distensão na virilha e, enquanto o plano seria manter a luta, isso não aconteceria no UFC 214. No final, em 2 de julho, a luta foi confirmada para o UFC 214.
Alan Jouban enfrentaria Brian Camozzi no evento. No entanto, em 6 de junho, foi anunciado que Jouban saiu da luta por ter quebrado o pé. Ele foi substituído pelo vencedor do The Ultimate Fighter Nations: Canadá vs. Austrália no peso-meio-médio, Chad Laprise.
Uma luta no peso-galo entre Douglas Silva de Andrade e Rob Font foi originalmente reservada para o UFC 175, em julho de 2014. No entanto, Andrade foi substituído por George Roop. A luta acontecerá neste evento.

## Card Oficial
Nota 1 Pelo Cinturão Peso Médio Interino do UFC.

## Bônus da Noite
Os lutadores receberam $50.000 de bônus
- Luta da Noite:  Robert Whittaker vs.   Yoel Romero
- Performance da Noite:  Rob Font e  Chad Laprise